# Jamba (Cuando)
Jamba ist eine Stadt im Kreis (Município) Luiana der Provinz Cuando im äußersten Südosten Angolas, unmittelbar nördlich der namibischen Grenze am Caprivizipfel und westlich der Grenze zu Sambia. Im Umbundu, der lokalen Sprache, bedeutet Jamba Elefant, der Stadtname nimmt Bezug zu dem Elefantenreichtum der Gegend. Eine namensgleiche Stadt liegt in der Provinz Huíla (siehe Jamba (Huíla)).

## Geschichte
Im Bürgerkrieg in Angola (1975–2002) befand sich in Jamba von 1976 bis 1992 das Hauptquartier der UNITA. Dieses war durch Sicherungsanlagen (Radar, Fla-Raketen, Minenfelder, Tarnung) vor dem Zugriff der angolanischen Regierungstruppen gesichert.
Im Zusammenhang mit der Regierungsoffensive 1999/2000 floh die Bevölkerung mehrheitlich nach Sambia, insbesondere in das Flüchtlingslager Nangweshi.